# リピジュア
リピジュア（英語：Lipidure）とは、日油が持つ水溶性ポリマーの商標。リン脂質と似た構造を持つ 2-メタクリロイルオキシエチルホスホリルコリン（略称: MPC）のホモポリマー、もしくは MPC を含む共重合体を指す。ホモポリマー (Lipidure HM) の一般名はポリ（2-メタクリロイルオキシエチルホスホリルコリン） (poly(2-methacryloyloxyethylphosphorylcholine)) で、CAS登録番号 [67881-99-6]。メタクリル酸n-ブチルとの共重合体 (Lipidure PMB) の CAS登録番号は [125275-25-4]。成分表示では「MPC」や「リピジュア」等と表示されている。

## 特長
リピジュアは優れた保湿性を示し、水洗い1時間後の乾燥時でも高い保湿力を維持し、その保湿力はヒアルロン酸の約2倍である。
塗布後に水洗いしても高い保湿力を保つこの成分はハンドクリームやコンタクトレンズ保存液、シャンプー・リンスなどに使用されている。